# Ystävät
Ystävät (альтерн. назв. — The Friends, перевод на рус. Друзья) — финский музыкальный коллектив, который вместе с Фреди представлял свою страну на конкурсе песни Евровидение-1976. В его состав входят Титта Йокинен (фин. Titta Jokinen), Аннели Коивисто (фин. Anneli Koivisto), Аймо Лехто (фин. Aimo Lehto), Ирма Тапио (фин. Irma Tapio) и Антти Хювяринен (фин. Antti Hyvärinen).
На песенном конкурсе музыкантами была исполнена композиция «Pump Pump». Конкурсное выступление прошло удовлетворительно: набрав 44 балла, коллектив занял одиннадцатое место.
Участники группы в дальнейшем нередко выступали на Евровидении в качестве бэк-вокалистов.